# Antoine de Bertrand
Pour les articles homonymes, voir Bertrand.
Antoine de Bertrand, est né à Fontanges (Cantal) vers 1540. Il est compositeur de musique spirituelle et profane, actif à Toulouse (Haute-Garonne), et meurt à proximité de cette ville vers 1580.

## Biographie

### Une jeunesse auvergnate
Il est né vers 1540 à Fontanges, dans l'actuel Cantal.

### Dans le Toulouse des humanistes
Les pièces liminaires des éditions des Amours de Ronsard, publiées à partir de 1576, révèlent que Bertrand était entouré d’un milieu humaniste, composé de poètes, musiciens et notables. On y trouve le dramaturge Robert Garnier, toulousain depuis 1562, Jacques Salomon, Guillaume Boni, maître des enfants de la Cathédrale Saint-Étienne de Toulouse et compositeur comme lui de pièces sur des sonnets de Ronsard, Louis Du Pin et Jean de Rangouse, conseillers du roi au Parlement de Toulouse, les poètes Pierre de Brach, Pierre Le Loyer et Jacques Grévin, enfin Gabriel de Minut, seigneur et baron du Castera, gentilhomme toulousain, sénéchal de Rouergue, maître des requêtes de la reine mère, etc., dédicataire d’œuvres d’autres poètes du temps. Le sonnet de Grévin qui figure dans le Premier livre des Amours est aussi publié dans une édition de 1561 de son Théâtre… ensemble la seconde partie de l’Olimpe et de la Gélodacrye, ce qui révèle une amitié déjà ancienne. L’entourage humaniste du cardinal Georges d'Armagnac, archevêque de Toulouse, peut aussi être évoqué même si celui-ci n’apparaît pas dans les pièces liminaires. En revanche, le Troisième livre de 1578, dédié à l’évêque de Lectoure, Charles III de Bourbon (1554-1610), vante dans sa dédicace « cela mesme qui lui est venu souvent devant les yeux », ce qui laisse entendre que Bertrand connaissait son dédicataire depuis longtemps, donc quand il était jeune. Bertrand a-t-il pu être son maître de musique, ou son précepteur ?
En publiant deux livres de musique sur les Amours de Ronsard, Bertrand s’insère dans une mouvance qui voit également Pierre Cléreau (1566), Philippe de Monte (1575), Guillaume Boni (1576), Jean de Castro (1577) ou Jean de Maletty (1578) publier des œuvres similaires. Il va jusqu’à imiter Ronsard, qui avait publié les Amours de Marie suivi des Amours de Cassandre, deux femmes, aimées, en dédiant son premier livre à Anne et le second à Marie, deux siennes amies. Cette Anne est probablement devenue sa femme, puisqu’on connaît un acte du 5 juillet 1583 qui mentionne Anne Carrière, « veufve à feu Anthoine Bertrand ».
La préface du Ier livre des Amours mentionne que Bertrand pouvait encore ajouter cinq ou six livres à celui qu’il vient de publier, ce qui signifie qu’il a composé longtemps avant de publier ses œuvres ; plusieurs dédicaces de ses amis le pressent de les mettre au jour sans hésiter encore : « Mais pourquoi mon Bertrand ? mais pourquoy si long tams ? / Differes tu de mettre au jour tes œuvres belles… ». La dédicace de 1578 à Charles III de Bourbon parle « des livres de chansons de musique que j’ay assemblées despuis que mon inclination m’a rendu desireux de la douceur de cest art et science » ; on peut supposer que pour lui la musique ne fut jamais une profession, mais plutôt un passetemps. Son métier véritable, de fait, à moins qu’il n’ait été noble ou rentier, reste inconnu. On doit remarquer, cependant, que « Bertrand » et « Carrière » sont des noms fréquents dans le milieu parlementaire toulousain, et s’il ne fut pas parlementaire lui-même il est fort possible qu’Antoine de Bertrand ait côtoyé ce milieu.

### Un retour à la religion?
À la fin de sa vie, il semble que Bertrand se soit rapproché du courant de repentance et de conversion qui se fait jour à Toulouse dans les années 1560-1580, dans la mouvance des Jésuites et du cardinal Georges d’Armagnac, et en réaction aux guerres de religion. La préface anonyme de ses Airs spirituels posthumes, publiés en 1582, parle d’une conversion intervenue après le Saint-Jubilé célébré en 1576 ; que le volume contienne un sonnet du Jésuite Michel de Bonnières laisse supposer que Bertrand fréquentait les Jésuites toulousains et que les Airs de 1582 ont été publiés à leur initiative. Que le Jésuite Michel Coyssard le cite à plusieurs reprises comme une connaissance vient renforcer cette hypothèse (comme Bertrand, Coyssard était né en Auvergne, à Besse près de Fontanges).
Il meurt entre 1580 et 1582, à environ 40 ans, tué par des Protestants lors d'une escarmouche survenue entre Catholiques et Protestants, « sortant de Tolose pour aller en une sienne meterie », comme le rapporte le Jésuite Michel Coyssard.

## Œuvres
Antoine de Bertrand fut un compositeur assez prolifique ; sa musique se place dans le cadre d’expérimentations harmoniques, dans lesquelles il s’essaye aux genres diatonique, enharmonique et chromatique. Il se place ici dans la mouvance des théoriciens Gioseffo Zarlino et Nicola Vicentino, de qui il traduit plusieurs passages dans ses préfaces. Il introduit non seulement des chromatismes mais aussi des quarts de ton (signalés par un point au-dessus de la note, et affectant toujours toutes les notes d’un accord). Son inspiration est délibérément placée au service des poètes, dont il essaye de traduire en musique les expressions les plus subtiles en créant l’émotion dans l’oreille des amateurs de musique. Il choisit pour ce propos des poèmes des membres de la Pléiade, en mettant bien sûr Ronsard au premier plan. Sa devise musicale est parvenue jusqu'à nous : « La musique ne doit pas être enclose dans la subtilité des démonstrations mathématiques, mais recevoir le jugement du vulgaire et contenter l'oreille ».

### Musique profane
- Trois chansons à 4 voix dans le Treizième livre de chansons à quatre parties. - Paris : Adrian Le Roy et Robert Ballard, 1570. RISM 157010, Lesure 1955 no 143. Rééditions en 1573 et 1578 (RISM 157310 et 15789, Lesure 1955 no 178 et 223 respectivement).
- Les Amours de Pierre de Ronsard, mises en musique à quatre parties. - Idem, 1576. RISM B 2414, Lesure 1955 no 195. Réédition sous le titre de Premier livre des amours de P. de Ronsard, mis en musique à IIII parties : idem, 1578. RISM B 2415, Lesure 1955 no 210. Encore réédité en 1587 : manque au RISM, Lesure 1955 no 289.

Contient 35 sonnets. Ils sont tous extraits du Premier livre des Amours qui figure dans les éditions complètes de Ronsard, et presque exactement dans le même ordre (ces sonnets furent initialement publiés entre 1552 et 1553). Le recueil est organisé de manière cyclique, dans une succession de modes (4e, 1er, 2e, 6e, 7e et 8e modes). Comme le remarque Jeanice Brooks : « les textes des chansons du Premier livre de Bertrand présentent donc le récit de la vie sentimentale du poète au cours des péripéties de ses amours malheureuses » .
Édition par Henry Expert dans les Monuments de la musique française au temps de la Renaissance, vol. 4 (Paris : Maurice Sénart, 1926).
- Second Livre des Amours de P. de Ronsard, mis en musique à III parties. - Idem, 1578. RISM B 2416, Lesure 1955 no 211. Réédité en 1587 : RISM B 2417, Lesure 1955 no 290.

Contient 25 sonnets. Ils sont tous extraits du Second livre des Amours qui figure dans les éditions complètes de Ronsard (ces sonnets furent inialement publiés entre 1555 et 1567). Ce livre est également organisé de manière modale, mais sur un ton moins grave que le premier livre.
Le début du sonnet Je veux chanter en ces vers ma tristesse figure avec la musique de Bertrand sur un manuscrit de Jacques Cellier écrit en 1587.
Une pièce de ce recueil (Pourquoy tournes vous vos yeulx gratieux…) figure dans un recueil manuscrit originaire de Nîmes (Aberdeen UL : Ms π 7841), sans variante notable.
Édition par Henry Expert dans les Monuments de la musique française au temps de la Renaissance, vol. 5 (Paris : Maurice Sénart, 1927).
- Troisième livre de chansons mis en musique à IIII parties. - Idem, 1578. RISM B 2418, Lesure 1955 no 212. Réédité en 1587 : RISM B 2419, Lesure 1955 no 291.

Dédicace à Charles de Bourbon, évêque de Lectoure, publiée dans Thibault 1936 p. 290-291.  Musiques sur des textes de Ronsard, Joachim du Bellay, Marc-Claude de Buttet, Jacques Grévin, Olivier de Magny, Pierre de Brach.
Trois pièces de ce recueil (Je meurs, helas, mon angelete… Adieu, ma nymphete amiable… O Dieulx permettes moy…) figurent dans le recueil manuscrit originaire de Nîmes cité plus haut, mais avec des variantes qui font supposer qu'elles proviennent d'une source antérieure à l'imprimé.
Édition par Henry Expert dans les Monuments de la musique française au temps de la Renaissance, vol. 6 (Paris : Maurice Sénart, 1927).
Le manuscrit d'Aberdeen contient quatre chansons de Bertrand, dans des versions apparemment antérieures à celles des versions imprimées.

### Musique spirituelle

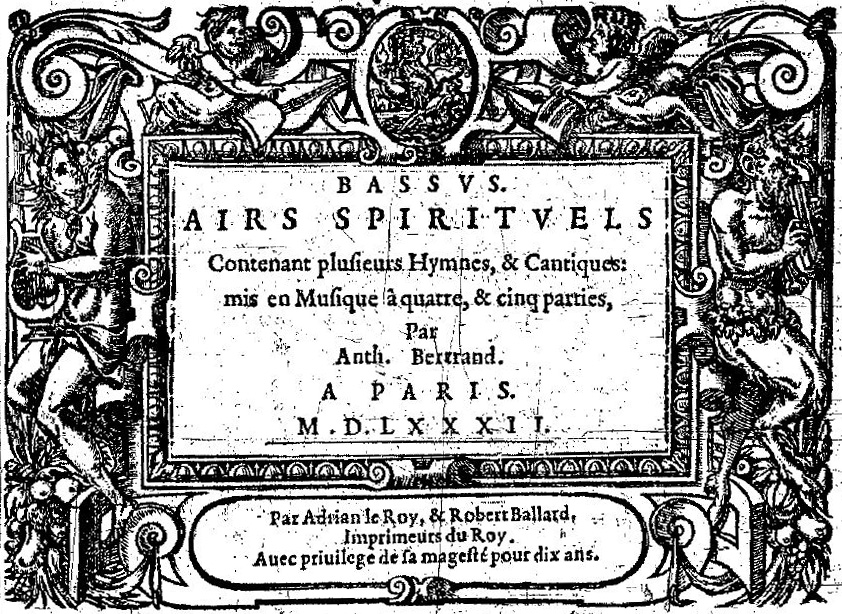
Les Airs spirituels (Paris, 1582).

- Premier [-Second] livre de sonets chrestiens mis en musique à quatre parties. [Genève : Jean Le Royer pour Charles Pesnot à Lyon, 1580). RISM B 2411 et 2412, Guillo 1991 n° Index 64.

Ce sont des contrafacta de ses sonnets publiés à Paris, avec un texte adapté par Simon Goulart. Celui-ci ajoute quelques pièces liminaires en hommage au musicien et à sa musique.
- Airs spirituels contenant plusieurs hymnes & cantiques mis en musique à quatre & cinq parties. - Paris : Adrian Le Roy et Robert Ballard, 1582. RISM B 2413, Lesure 1955 no 250.

Contient 13 hymnes latines et 13 cantiques en français. La préface du volume n’est pas attribuée, elle est transcrite dans Lesure 1955 p. 43-44, de même le sonnet qui la suit, de même le sonnet final à la louange des airs de Bertrand qui est signé « M. D. B. Le bon chemin désire », qui révèle le Jésuite Michel de Bonnières.
Les cantiques en français sont pour certains des vers de Philippe Desportes. Globalement le recueil propose des chants à la Vierge, aux Saints et pour l’Eucharistie, c’est-à-dire qu’il soutient une position ouvertement anti-protestante. Quoique incomplète, la musique apparaît d’un style plus simple que celle des Amours de Ronsard ; les hymnes latines reprennent souvent la mélodie grégorienne et les cantiques spirituels font montre d’une recherche prosodique qui est dans l’air du temps.

## Discographie
- Les Amours de Ronsard. Ensemble polyphonique de France, dir. Charles Ravier. Un disque 33 t. Valois MB973, 1963.
- Les Amours de Ronsard, Livres 1, 2 et 3. Ensemble Métamorphose de Paris, dir. Maurice Bourbon. 2 disques 33 tours ARION ARN 268230, 1983. Repris en CD en 1993 sous la même référence.
- Les Amours de Ronsard, Livre premier (extrait). Ensemble Clément Janequin. 1 CD Harmonia Mundi, HMC 901147, 1985 (collection Musique d'abord).

## Partitions
- Partitions libres de Antoine de Bertrand dans Choral Public Domain Library (ChoralWiki)

## Pour approfondir

#### Sur Antoine de Bertrand et le contexte de sa vie
- Carroll D. Carruth. Anthoine de Bertrand : french chromatic chanson composer of the sixteenth century. Unpubl. Ph. D. dissertation, George Peabody College for Teachers, 1961.
- Michel Coyssard (Imprimé à la suite de : Les Hymnes sacrez, et Odes spirituelles du même auteur (BNF 44903919)), Traicté du profit, que toute Personne tire de chanter en la Doctrine Chrestienne, & ailleurs, les Hymnes, & Chansons spirituelles en vulgaire, Lyon, Jean Pillehotte, 1608 (BNF 44903920)
- B. J. Davis, Antoine de Bertrand : a view into the aesthetic of music in XVIth century France, in Journal of Aesthetics and Art Criticism 21 (1962-1963), p. 189-200.
- Frank Dobbins, article Bertrand, Antoine [Anthoine] de, in The New Grove Dictionary of Music, online edition, consulté en janvier 2013.
- Laurent Guillo, Les éditions musicales de la Renaissance lyonnaise. Paris : Klincksieck, 1991.
- François Lesure et Geneviève Thibault. Bibliographie des éditions d'Adrian Le Roy et Robert Ballard (1551-1598). Paris : Société Française de Musicologie, 1955. Supplément dans Revue de musicologie 40 (1957), p. 166–172.
- François Lesure, Musiciens et textes poétiques au XVIe siècle : corrections ou corruption ?, in Literature and the Arts in the reign  of François I : essays presented to C. A. Mayers, éd. P. M. Smith et I. D. McFarlane (Lexington (KY) : French Forum Publishers, 1985), p. 82-88 (voir p. 86).
- Geneviève Thibault, Antoine de Bertrand, musicien de Ronsard et ses amis toulousains, in Mélanges offerts à M. Abel Lefranc (Paris : Droz, 1936), p. 282-300.
- Geneviève Thibault et Louis Perceau, Bibliographie des poésies de Ronsard mises en musique au XVIe siècle. Paris : Société française de Musicologie, 1941.

#### Sur des œuvres particulières
- Jeanice Brooks, Ses Amours et les miennes tout ensemble : la structure cyclique du premier livre des Amours d'Anthoine de Bertrand, in Revue de musicologie 74 (1988), p. 201-220.
- Jeanice Brooks, Influence italienne dans la chanson française des années 1570 : structure mélodique et pratique contrapunctique chez Antoine de Bertrand, in Analyse musicale 13 (1988) p. 45-50.
- Barry Cooper, « A new source (c. 1600) of chansons and keyboard music » [Aberdeen UL : 7841 Arc], Recherches sur la musique française classique 20 (1981), p. 5-18.
- Frank Dobbins, The Chansons of Anthoine de Bertrand in two manuscript sources, in La musique de tous les passetemps le plus beau : hommage à J.-M. Vaccaro, ed. F. Lesure and H. Vanhulst (Paris : Klincksieck, 1998) p. 89–108.
- Jean-Michel Vaccaro, Les préfaces d’Anthoine de Bertrand, in Revue de Musicologie 74 (1988), p. 221–236.
- Jean-Michel Vaccaro, Le livre d’airs spirituels d’Antoine de Bertrand, in Revue de Musicologie 56 (1970), p. 35-53.
- Jean-Michel Vaccaro, Geometry and rhetoric in Anthoine de Bertrand’s Troisiesme livre de chansons, in Early Music History 13 (1994), p. 217-248.